# أندريه كلود
أندريه كلود هو منافس ألعاب قوى كندي، ولد في 1949 في لا شين في كندا.

## وصلات خارجية
- أندريه كلود على موقع أوليمبيديا (الإنجليزية)